# Икономика на Камерун
Камерун има една от най-добре развитите икономики в Африка. Селскостопанското производство е сравнително продуктивно, а петролната индустрия расте със стабилни темпове. Камерун произвежда и изнася големи количества нефт, какао (един от най-големите износители в световен мащаб), кафе, банани, памук и естествен каучук. Износът на нефт представлява около 29% от общия износ на Африка.
Брутният вътрешен продукт ($ 42,76 млрд.) представлява половината от този на Централноафриканската валутно-икономическа общност (UDEAC), което прави камерунската икономика една от най-значимите на регионално ниво. Държавата е също част от Банката на централноафриканските държави и Организацията за хармонизирането на бизнес правата в Африка (OHADA).

## Историческо развитие
От 1965 до 1985 г. Камерун претърпява продължително развитие. Икономическата ситуация след това бързо се срива, което води до девалвацията на франка през 1994. След десетилетие на рецесия, характеризиращо се със силен спад в брутния вътрешен продукт (-30% между 1985 и 1993) и срив от 40% в потреблението на човек от населението, от 1994 г. в страната се наблюдава икономически растеж.
Към 1995 г. активното население се разделя както следва: 80% в първичния сектор (добив), 13% във вторичния (преработка) и само 7% в третичния сектор (услуги). По последни данни (2008) 70% от работната ръка е заета в областта на земеделието, 13% в промишлеността и 17% в сектора на услугите.

## Внос/Износ
Износът на Камерун за 2006 г. възлиза на $4,3 млрд. като най-често е отправен към европейските страни-партньорки – Италия, Испания, Франция, Великобритания, Белгия и други. САЩ също са сред страните, внасящи от Камерун. На $3 млрд. възлизат внесените стоки в Камерун (най-често от Китай, Нигерия, САЩ, Франция).